# Liceo statale Luigi Pietrobono
Il liceo statale Luigi Pietrobono è un liceo con sede nella città di Alatri, in provincia di Frosinone. Il liceo è composto dagli indirizzi classico, linguistico, scienze umane e scientifico.
Il liceo prende il nome da Luigi Pietrobono, critico letterario del territorio, che fu dirigente del vecchio collegio Conti-Gentili tra il 1905 e il 1906.

## Storia
Il liceo nasce come ginnasio privato col nome di liceo ginnasio statale Conti-Gentili nel Palazzo Conti-Gentili di Alatri, su un lascito di Innocenza Conti-Gentili del 23 febbraio 1714 a favore degli scolopi. Questo nome è ancora oggi presente sulla targa in marmo presente all'ingresso dell'edificio.
In seguito, il ginnasio diventa comunale e, con un decreto ministeriale del 29 settembre 1912, nasce il liceo statale.
Il liceo linguistico e il liceo socio-psico-pedagogico (oggi liceo delle scienze umane) nascono rispettivamente nel 1994 e nel 1998 come indirizzi autonomi. La loro sede è il palazzo Conti-Gentili, che ospita anche la presidenza e la segreteria dell'istituto.
Il liceo scientifico nasce nel 1970 come sede succursale, insieme a Fiuggi, del liceo scientifico Giovanni Sulpicio di Veroli. Dal 1990, visto il crescente numero di alunni, ha ricevuto l'autonomia ed è diventato parte dell'attuale liceo di Alatri.